# ۱۰۰ مرد در برابر یک گوریل
۱۰۰ مرد در برابر یک گوریل یک آزمایش فکری در مورد نبرد میان ۱۰۰ انسان مرد غیرمسلح و یک گوریل پشت نقره‌ای است. این مفهوم که در اصل مربوط به سال ۲۰۲۰ است، اما به‌طور قابل توجهی در سال ۲۰۲۵ دوباره مطرح شد؛ الهام‌بخش میم‌ها و بحث‌های مختلفی در مورد اینکه چه کسی برنده خواهد شد، بود.
این فرضیه معمولاً در یک محیط طبیعی و محدود و بدون سلاح تعریف می‌شود، جایی که مردان غیرمسلح هستند و برای جنگ آموزش ندیده‌اند.

## ریشه‌ها
اولین بار این سؤال در ساب‌ردیت r/whowouldwin در پستی از u/probablycashed در سال ۲۰۲۰ مطرح شد. این سؤال در سال ۲۰۲۲ در تیک تاک به سرعت پخش شد.
در آوریل ۲۰۲۵، این سؤال در توییتر به سرعت پخش شد و پس از آنکه مستربیست، یوتیوبر معروف، توییتی طنز منتشر کرد و از ۱۰۰ داوطلب مرد خواست تا در یک چالش فرضی مبارزه با یک گوریل شرکت کنند، محبوبیت بیشتری پیدا کرد. این توییت بیش از ۱۷ میلیون بازدید داشت و بحث‌های گسترده‌ای را در پلتفرم‌های رسانه‌های اجتماعی برانگیخت.

## دیدگاه علمی
تارا استوینسکی، رئیس صندوق گوریل‌های دایان فاسی، گفته است که مردم اغلب قدرت گوریل‌ها را بیش از حد ارزیابی می‌کنند و می‌گویند با وجود اینکه گوریل‌ها عضلات و فک‌های قوی دارند، این ویژگی‌ها بیشتر برای محافظت استفاده می‌شوند تا حمله به شکار. او فکر می‌کرد که گروه بزرگی از انسان‌ها می‌توانند از توانایی خود برای همکاری و هماهنگی استفاده کنند و به نوبت حمله کنند، تا «نبردی را که در نهایت می‌تواند یک گوریل را از پا درآورد، طولانی‌تر کنند». میشل رودریگز، نخستین‌شناس، موافق بود که گوریل‌ها «معمولاً پرخاشگر نیستند» و «نبردهای خود را انتخاب می‌کنند» و در این شرایط یک گوریل سعی می‌کند فرار کند.
ران مگیل، مدیر ارتباطات باغ‌وحش میامی، معتقد بود که مهاجمان انسانی می‌توانند با «همکاری برای احاطه کردن گوریل و ایجاد یک تنگ‌پوش انسانی» پیروز شوند، اما در اثر ضربه مغزی، زخم‌های گازگرفتگی و شکستگی گردن، دچار مرگ و جراحات جدی خواهند شد. کت هوبایتر، نخستین‌شناس، استدلال کرد که اگر از حمله همزمان انسان‌های مهاجم به گوریل جلوگیری شود و آنها مجبور شوند یکی یکی حمله کنند، «شانسی نخواهند داشت».

## پاسخ‌ها
این سؤال فرضی توجه مقالات خبری محبوب و افراد مشهور را به خود جلب کرده است. پاسخ ایلان ماسک به این سؤال این بود: «مطمئناً، بدترین اتفاقی که ممکن است بیفتد چیست؟» سناتور مونتانا، تیم شیهی، در یک ویدیوی توییتری اظهار داشت که فکر می‌کند این مردان «به‌وضوح پیروز خواهند شد»، اگرچه «میزان تلفات بالایی» را متحمل می‌شوند.
جیک پاول در اینستاگرام ویدیویی از خودش منتشر کرد که یک گوریل در پس‌زمینه دیده می‌شد. او در این ویدیو ادعا کرد که «وقت پایان دادن به این بحث است»، که کنایه‌ای به تمایلش برای مبارزه با گوریل داشت. این پست با تمسخر فراوان مواجه شد و بسیاری از کاربران تأکید کردند که پاول توانایی مقابله با یک گوریل را ندارد. یکی از کاربران نوشت: «بعدا برگرد وقتی گوریل بازنشسته شد»، که اشاره‌ای به مسابقه بوکس پاول در سال ۲۰۲۴ مقابل مایک تایسون داشت.
شرکت بلیزارد انترتینمنت از پخش زنده ویژه بازی ویدیویی اورواچ ۲ در تاریخ ۶ مه ۲۰۲۵ خبر داد که در آن ۱۰۰ سرباز با شخصیت گوریل وینستون مبارزه خواهند کرد.
این موضوع، بحث‌هایی را در مورد مردانگی و اخلاق در رسانه‌های اجتماعی برانگیخته است. بنیاد مردمی رعایت اصول اخلاقی در برابر جانوران، سازمان فعال در حوزه حقوق حیوانات، از مستر بیست به خاطر توییت طنزش انتقاد کرد و پیشنهاد داد که او باید حیوانات را از محتوای خود حذف کند. نمایندگان صندوق گوریل دایان فوسی همچنین امیدوار بوده‌اند که این میم باعث ایجاد علاقه در تلاش‌های حفاظت از گوریل‌ها شود.